# Kinokawa (râu)
Kinokawa (紀ノ川 sau 紀の川 Kinokawa?) este un râu în Japonia, în prefecturile Nara și Wakayama.